# Claudia Salas
Pour les articles homonymes, voir Salas.
Claudia Salas est une actrice espagnole, née le 23 juillet 1994 à Madrid.
Elle est surtout connue pour ses rôles dans les séries Élite et La Peste.

## Biographie

### Formation
Claudia Salas étudie l'art dramatique à l'école Arte 4 de Madrid. Elle joue au théâtre dans des pièces telles que Le Songe d'une nuit d'été ou L'Importance d'être Constant.

### Carrière professionnelle
Elle commence sa carrière à la télévision en 2015 dans la série quotidienne Seis hermanas. En janvier 2019, elle intègre la distribution de la série Netflix Élite à partir de la deuxième saison comme personnage principal. Elle y incarne Rebeka Parrilla López, une « nouvelle femme riche » qui arrive à l'école de Las Encinas. La même année, elle rejoint la série de Movistar+ La Peste dans le rôle d'Escalante,. Pour ce rôle, elle est nommée par l'Unión de Actores y Actrices dans la catégorie meilleure nouvelle actrice.

## Filmographie
Sauf indication contraire, les informations mentionnées dans cette section peuvent être confirmées par la base de données cinématographiques IMDb,  présente dans la section « Liens externes ».

### Télévision
| Année       | Titre              | Chaîne       | Rôle                 | Notes                                            |
| ----------- | ------------------ | ------------ | -------------------- | ------------------------------------------------ |
| 2015        | Seis hermanas      | La 1         | ―                    | Saison 1                                         |
| 2015        | Centro Médico (es) | La 1         | ―                    | 1 épisode                                        |
| 2018        | Playfriends        | Youtube      | Artista Friend       | 12 épisodes                                      |
| 2019        | La Peste           | Movistar+    | Escalante            | 6 épisodes (saison 2)                            |
| 2019 - 2022 | Élite              | Netflix      | Rebeka Parilla López | Personnage principal, 24 épisodes (saison 2 a 5) |
| 2021        | Guzmán Caye Rebe   | Netflix      | Rebeka Parilla López | Personnage principal, 3 épisodes                 |
| 2021        | Omar Ander Alexis  | Netflix      | Rebeka Parilla López | Personnage principal, 1 épisode                  |
| 2022        | La Ruta            | ATRES player | Toni                 | Personnage principal                             |

## Distinctions
| Année | Prix                        | Catégorie                  | Travail nommé | Résultat   |
| ----- | --------------------------- | -------------------------- | ------------- | ---------- |
| 2020  | Unión de Actores y Actrices | Meilleure nouvelle actrice | La Peste      | Nomination |